# Libochovice
Libochovice (deutsch  Libochowitz, älter auch Lubochowitz, Lubichowitz) ist eine Stadt in Tschechien. Sie liegt 15 Kilometer westlich von Roudnice nad Labem an der Eger und gehört zum Okres Litoměřice.

## Geographie

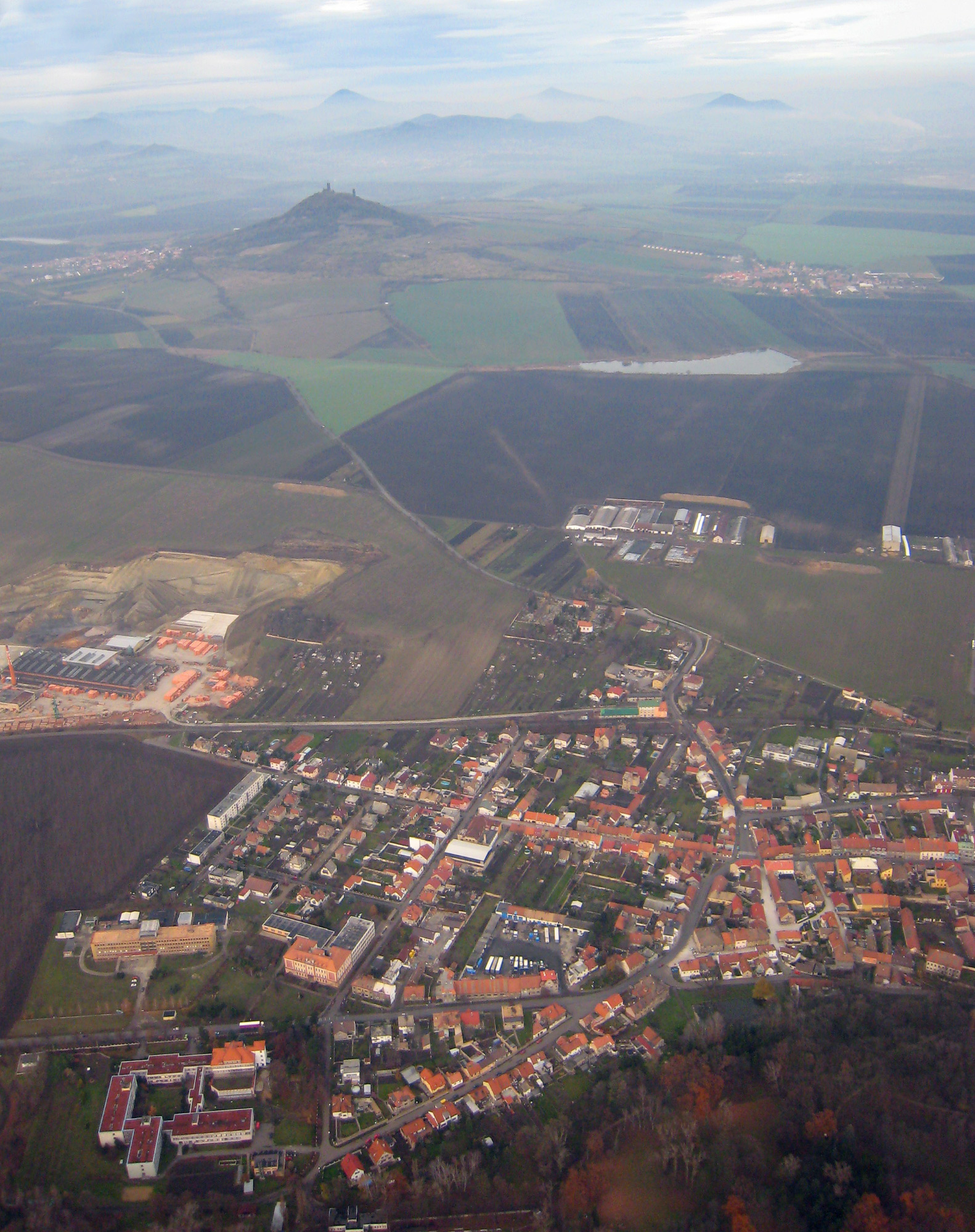
Libochovice und die Hazmburk

Die Stadt befindet sich am linken Ufer der Eger. Nordwestlich erhebt sich die Hazmburk (deutsch Hasenburg). Libochovice ist der Kreuzungspunkt der Staatsstraße 237 zwischen Třebenice und Rakovník mit der 246 von Roudnice nad Labem nach Louny.
Nachbarorte sind Slatina im Norden, Chotěšov im Nordosten, Radovesice im Osten, Kostelec nad Ohří im Südosten, Poplze und Radlovka im Süden, Evaň im Südwesten, Dubany im Westen sowie Klapý im Nordwesten.

## Geschichte
Die Gegend von Libochovice wurde 1272 als Besitz des Klosters Teplá erwähnt. Zum Ende des 13. Jahrhunderts erwarb Hynko von Žleby und Lichtenburg das Gebiet und ließ die Burg Klep errichten. 1314 erwarb Johann von Luxemburg vom Sohn Hynkos die Herrschaft. Zu dieser Zeit muss auch der Ort existiert haben, denn 1282 wurde ein Adelsgeschlecht von Lubochowicz erwähnt. 1336 verkaufte Johann von Luxemburg die Burg Klep einschließlich des Fleckens und der Feste Libochovice sowie der Dörfer Klepy, Lhotu, Radovesice und Poplze an Zbyněk Zajíc von Waldeck auf Žebrák.
Während der Hussitenkriege kämpften die Zajíc von Hasenburg auf der Seite der Katholiken und 1424 zogen die Hussiten unter Jan Žižka von Louny nach Libochovice und brannten den Ort nieder. Nach der Einnahme verbrannten die Hussiten vor dem Rathaus vier katholische Geistliche und zwei weitere Verteidiger von Libochovice. Jan III. Zajíc von Hasenburg erwirkte 1507 bei Vladislav II. für Libochovice das Privileg für einen Jahrmarkt und Wochenmarkt. Nach dessen Tode wurde die Herrschaft Hasenburg 1553 geteilt. 1558 verkaufte Kryštof Zajíc und 1564 auch sein Bruder Jiří ihre Anteile an Johann den Älteren von Lobkowitz. Damit erlosch die Herrschaft Hasenburg.
Johann der Ältere Popel von Lobkowicz bildete die Herrschaft Libochovice, die aus dem Marktflecken Libochovice und den erbuntertänigen Dörfern Dubany, Horka, Klapý, Křesín, Levousy (dt. Libusch), Lkáň, Poplze, Radovesice, Sedlec, Třtěno und Vojnice bestand. Am 7. August 1560 erhob Ferdinand I. Libochovice zur Stadt.
Johann der Ältere ließ die alte Feste abtragen und zwischen 1560 und 1564 ein Renaissanceschloss errichten. Nach Johann Tode erbte 1590 dessen Sohn Georg die Herrschaft. Er verlieh der Stadt 1591 weitere Privilegien wie das Braurecht. 1594 wurde er als Anführer einer Verschwörung gegen Rudolf II. verhaftet und wurde bis zu seinem Tode im Jahre 1613 auf der Burg Loket gefangen gehalten. Das Vermögen Georg Popels von Lobkowicz wurde eingezogen. 1606 erwarb Sigismund Báthory die Herrschaft und 1610 erhielt sie Adam von Sternberg. Wenzel Vojtech von Sternberg verkaufte sie 1676 an Gundakar von Dietrichstein. Der ließ ab 1683 das Schloss durch Antonio della Porta barock umgestalten und erweitern. Jan Tulipán gestaltete ab 1685 ab 1685 den französischen Park, in dem eine Orangerie angelegt wurde. 1847 entstand eine Zuckerfabrik.
Nach der Ablösung der Patrimonialherrschaften wurde Libochovice 1850 Sitz eines Bezirksgerichts. Nach dem Aussterben der männlichen Linie der Dietrichsteiner erbten 1858 die Grafen von Herberstein das Schloss, das im Jahre 1945 aus dem Besitz von Friedrich Graf von Herberstein enteignet wurde.
1882 entstand die Eisenbahnverbindung von Lovosice nach Libochovice und 1902 die Strecke von Libochovice nach Louny. 1893 wurde eine neue eiserne Brücke über die Eger errichtet. 1907 erfolgte der Bau der Eisenbahn nach Jenišovice u Jablonce nad Nisou, die dann später nach Vraňany weitergeführt wurde. 1910 hatte die Stadt 2280 Einwohner und 1912 wurden eine Glasfabrik und eine Ringziegelei gegründet. Die Arbeiter des mehrheitlich tschechischsprachigen Ortes begannen sich zu organisieren und für ihre Arbeitsbedingungen zu kämpfen. Von 1939 bis 1945 gehörte Libochowitz zum Protektorat Böhmen und Mähren, die jüdische Minderheit und tschechische Intellektuelle wurden verfolgt. Im Mai 1945 kam Libochovice zur Tschechoslowakei zurück. 1949 wurde das Bezirksgericht nach Lovosice verlegt.

## Ortsgliederung
Die Stadt Libochovice besteht aus den Ortsteilen Dubany (Duban, älter auch Duben), Libochovice (Libochowitz) und Poplze (Popels), die zugleich auch Katastralbezirke bilden.

## Sehenswürdigkeiten

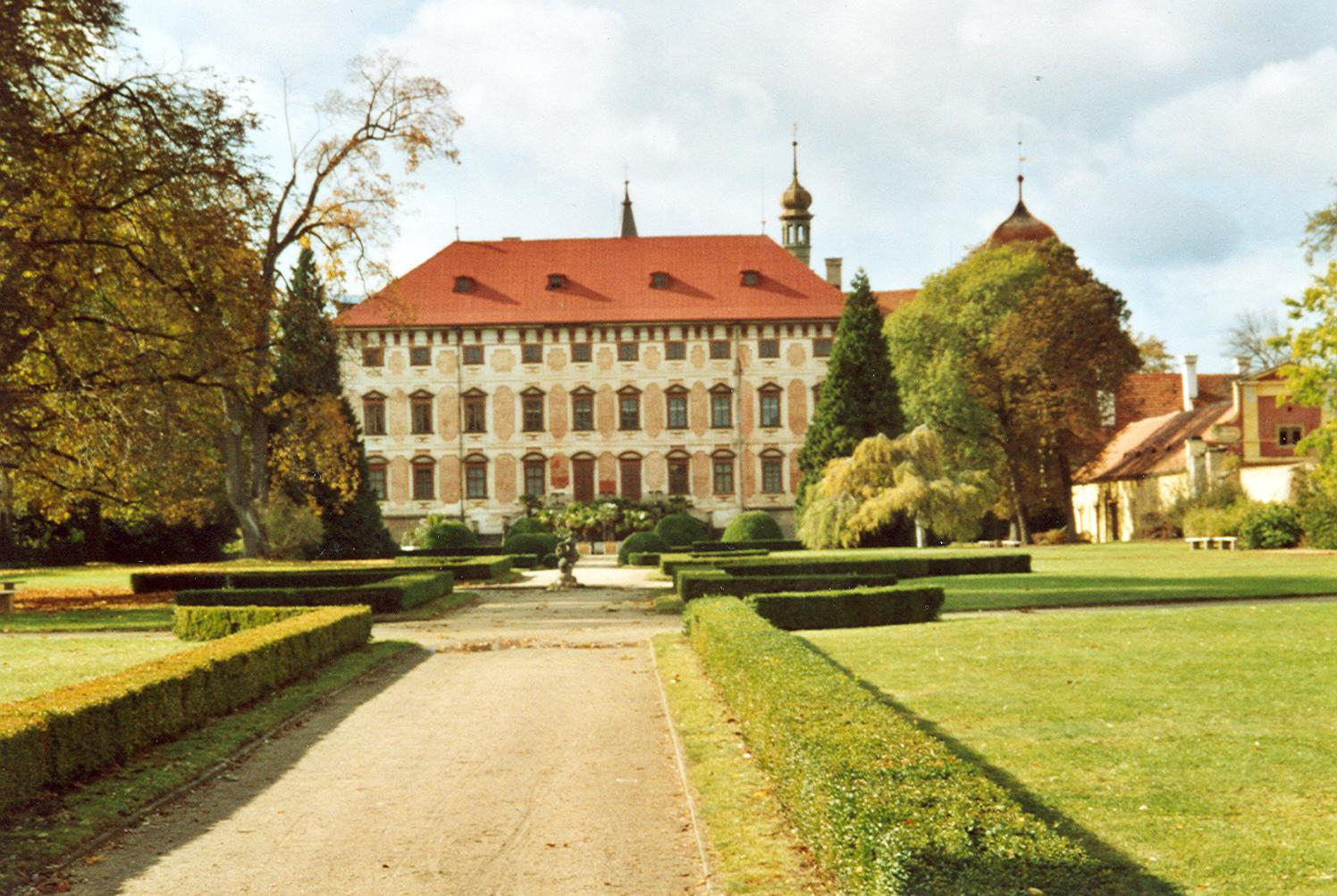
Schloss Libochovice

- Schloss Libochovice mit französischem und englischen Park, es ist als Kulturdenkmal allgemein zugänglich.
- Jüdischer Friedhof Libochovice, der 1583 neu angelegt wurde und auf dem 550 Grabsteine erhalten sind

## Söhne und Töchter der Stadt
- Jan Evangelista Purkyně (1787–1869), böhmischer Physiologe
- Josef Heinrich Purkyně (1793–nach 1833), Techniker und Professor
- Max Fanta (1858–1925), Apotheker und Erfinder der Fantaschale
- Ida Freund (1868–1931), deutschsprachige Publizistin und Malerin in Prag